# (5412) Rou
(5412) Rou ist ein Asteroid des inneren Hauptgürtels, der von der ukrainischen Astronomin Ljudmyla Schurawlowa am 25. September 1973 am Krim-Observatorium in Nautschnyj (IAU-Code 095) entdeckt wurde. Sichtungen des Asteroiden hatte es vorher schon am 6. Oktober 1931 unter der vorläufigen Bezeichnung 1931 TK an der Landessternwarte Heidelberg-Königstuhl gegeben.
Der Asteroid gehört zur Nysa-Gruppe, einer nach (44) Nysa benannten Gruppe von Asteroiden (auch Hertha-Familie genannt, nach (135) Hertha). Die zeitlosen (nichtoskulierenden) Bahnelemente von (5412) Rou sind fast identisch mit denjenigen von vier kleineren, wenn man von der Absoluten Helligkeit von 17,4, 17,5, 17,2 und 18,2 gegenüber 14,0 ausgeht, Asteroiden: (172514) 2003 SV242, (301357) 2009 CV31, (380735) 2005 SP26 und 2001 KF17.
Der mittlere Durchmesser von (5412) Rou wurde mithilfe des Wide-Field Infrared Survey Explorers (WISE) mit 4,883 (± 0,372) km berechnet, die Albedo mit 0,141 (± 0,036).
Der Asteroid wurde am 4. Mai 1999 nach dem sowjetischer Schauspieler und Filmproduzenten Alexander Arturowitsch Rou (1906–1973) benannt, der neben  Alexander Ptuschko (1909–1973) als bedeutendster Regisseur russischer Märchenfilme gilt.